# ガールフレンドデー
『ガールフレンドデー』（原題:Girlfriend's Day）は2017年に配信されたアメリカ合衆国のコメディ映画である。監督はマイケル・スティーヴンソン、主演はボブ・オデンカークが務めた。

## 概略
カリフォルニア州ではグリーディングカード産業が盛り上がっており、優れたカードの書き手に対する尊敬と羨望の眼差しはハリウッド俳優のそれに匹敵するものであった。レイはカードライターとして秀逸な作品を次々と生み出してきたが、ここ数年はスランプに陥っていた。作品を生み出せなくなったレイは無職になってしまい、家賃を払うのに難儀する状態になった。そんなある日、レイの元に特別な依頼が舞い込んできた。レイには恋人宛のカードの代筆を引き受ける気はなかったが、通常の3倍の額の報酬に目がくらんで引き受けてしまった。ところが、その依頼の背景には恐るべき陰謀が存在しており、レイは命を狙われるようになった。

## キャスト
- ボブ・オデンカーク - レイ（吹替：安原義人）
- アンバー・タンブリン - ジル（吹替：小島幸子）
- リッチ・ソマー - バディ（吹替：真木駿一）
- トビー・ハス - ベッチャー（吹替：田中完）
- デヴィッド・サリヴァン - ソニーボーイ（吹替：かぬか光明）
- ハンナ・ノードバーグ - リズ
- ジューン・ダイアン・ラファエル - カレン・ラム（吹替：土井真理）
- ステイシー・キーチ - ガンディ（吹替：樋浦勉）
- アンディ・リクター - ハロルド・ラム
- ラリー・フェセンデン - タフト（吹替：北川勝博）
- ナターシャ・リオン - ミセス・タフト
- アレックス・カルポフスキ - ストイフェサン（吹替：坂本くんぺい）
- ステファニー・コートニー - キャシー・ギル（吹替：槇原千夏）

## 製作
2013年6月4日、ボブ・オデンカーク主演の新作コメディ映画の監督にマイケル・スティーヴンソンが起用されたと報じられた。9月17日、アンバー・タンブリンが本作に出演することになったとの報道があった。2015年11月23日、Netflixが本作の全世界配信権を獲得したと発表した。30日、本作の主要撮影がロサンゼルスで始まった。

## 評価
本作に対する批評家からの評価は伸び悩んでいる。映画批評集積サイトのRotten Tomatoesには6件のレビューがあり、批評家支持率は33%、平均点は10点満点で4.9点となっている。